# مارك بريستو
مارك بريستو (بالإنجليزية: Mark Bristow)‏ هو جيولوجي وشخصية أعمال جنوب أفريقي، ولد في 7 يناير 1959 في Estcourt ‏ في جنوب أفريقيا.